# Cerkiew Opieki Matki Bożej w Królewcu
Cerkiew pod wezwaniem Opieki Matki Bożej – prawosławna cerkiew parafialna w Królewcu, w dekanacie Opieki Matki Bożej eparchii kaliningradzkiej Rosyjskiego Kościoła Prawosławnego.

## Położenie
Świątynia znajduje się przy ulicy Kławy Nazarowej.

## Historia

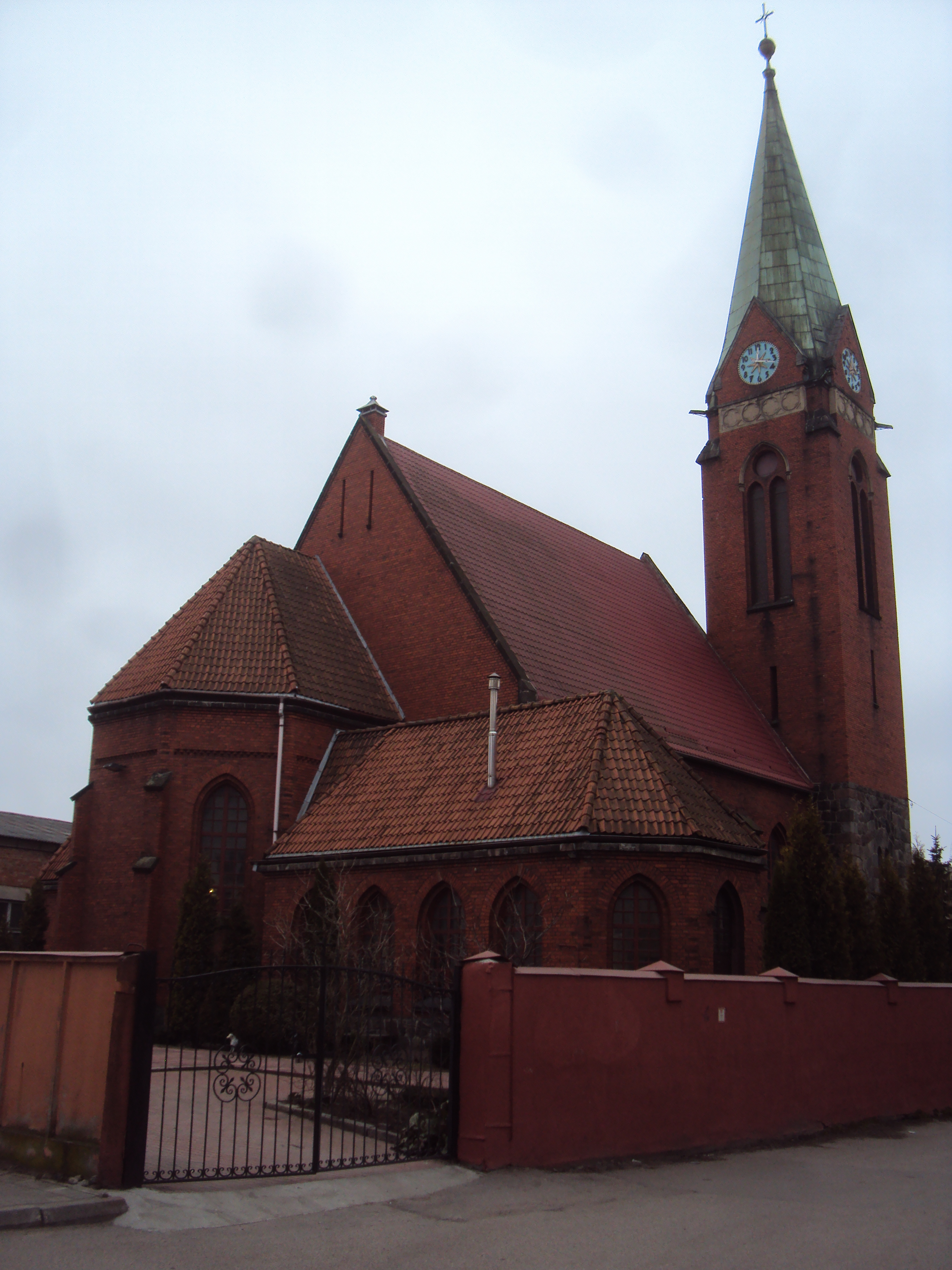
Widok ogólny (2016 r.)

Dawny kościół luterański, wzniesiony według projektu A. Pflauma w Rosenau, ówczesnym przedmieściu Królewca. Budowę rozpoczęto 23 lipca 1914 r., jednak ją przerwano po wybuchu I wojny światowej. 2 kwietnia 1925 r. wznowiono prace budowlane, trwające ponad rok. 12 grudnia 1926 r. świątynia została oddana do użytku.
W czasie II wojny światowej kościół nie doznał większych uszkodzeń. Po włączeniu Królewca do ZSRR obiekt zamknięto dla celów kultowych i wykorzystywano jako magazyn przedsiębiorstwa „Rybtiechcentr”.
W 1990 r. dawny kościół przekazano prawosławnym, z przeznaczeniem na cerkiew. Konsekracja – pod wezwaniem Opieki Matki Bożej – miała miejsce w 1992 r.
Decyzją władz obwodu królewieckiego z 23 marca 2007 r. świątynia zyskała status zabytku kulturowego o znaczeniu regionalnym.